# The Show Must Go On
A The Show Must Go On a tizenkettedik dal a brit Queen együttes 1991-es Innuendo albumáról. Az együttes egyik legnépszerűbb dala. Kislemezen is megjelent, az angol slágerlistán a 16. helyet érte el.

## Áttekintés
Magán az albumon nem jelölték külön a szerzőséget, ezért később csak találgatni lehetett, hogy az egyes tagok mennyire vették ki a részüket a megírásában. Mivel 1991 környékén a sajtó már rendszeresen cikkezett Mercury  egészségi állapotáról, a hat héttel a halála előtt megjelent dal élénk találgatások táptalaja lett. Ezért is népszerű feltevés, hogy maga Mercury írta a szöveget, amelyben a közelgő halálára utalt, és így üzent a tagoknak, hogy a halála után is folytassák a zenélést. Nyilatkozataiban Brian May azt mondta, hogy Freddie-vel találták ki a dal témáját és első sorait. Peter Freestone, Mercury személyi titkára ellenben azt állította, hogy Mercury semmit nem tett hozzá a szöveghez, és hogy eszébe sem jutott dalban megemlékezni saját magáról.
A zenéjét nagyrészt Brian May szerezte Roger Taylor és John Deacon által improvizált akkordsorozatból:
A The Show Must Go On Roger és John sorozataiból eredt, amelyre aztán én raktam le az alapokat. Az elején ez csak egy akkordsorozat volt, de nekem az a furcsa érzésem támadt, hogy ebből valami fontos is lehetne, és nagyon lelkes lettem. Leültem Freddie-vel, és eldöntöttük, mi legyen a témája, és megírtuk az első versszakot. Hosszú a dal története, de mindig éreztem, hogy fontos lesz, mert olyan dolgokkal foglalkoztunk, amelyekről szóban nehéz volt beszélni abban az időben, de a zene világában megtehetted.
A dal vége felé hallható úgynevezett híd ötletét Johann Pachelbel híres Kánon D-dúrban című művéből merítette.
A cím egy közkeletű szólásra vonatkozik: a show-nak folytatódnia kell. Bár sokan ezzel a dallal azonosítják a mondatot, az már jóval azelőtt elterjedt volt az angol nyelvben. 1979-ben a Pink Floyd The Wall című albumán volt egy ugyanilyen című dal.
1991-ben kislemezen jelent meg Angliában, 1992-ben pedig az Amerikában újra kiadott Bohemian Rhapsody B-oldalára került, és a második helyet érte el a Billboard Hot 100 listán. Mercury egészségi állapota miatt nem készült hozzá valódi videóklip, ezt a szerepet egy 1981 és 1991 között készült klipekből és koncertfelvételekből készített összeállítás töltötte be. A filmet a DoRo rendezőpáros szerkesztette.
A kislemez borítójára (magához albumhoz, és az erről megjelenő többi kislemezhez hasonlóan) egy 19. századi, Grandville művésznevű francia karikaturista stílusában készült kép került fel. A The Show Must Go On esetében egy csapatnyi élő hangszer volt látható, amint zenélnek, olykor saját magukon. A brit díszdobozos kiadás tartalmazott egy posztert, amelyen az együttes összes angliai kiadványa fel volt sorolva. Létezett olyan 12 hüvelykes bakelit kiadványa, amelynek a korongján az együttes tagjainak aláírása szerepelt.
Az 1992-es Freddie Mercury-emlékkoncerten Elton John énekével adták elő. Ez a verzió helyet kapott az 1999-es Greatest Hits III válogatásalbumon. A Queen + Paul Rodgers formáció a 2005/2006-os első turnéján, majd a 2008-as Rock the Cosmos Tour lemezbemutató turnén is rendszeresen előadta.
Az együttes egyik leghíresebb lírai dala lett. Egy 2005-ös szavazáson 45 ezer embert kérdeztek meg, milyen zenét választanának a temetésükre, és a többségük erre a dalra szavazott.

## Idézetek
Kicsit visszatekintés, kicsit előretekintés. Volt egy pont, aminél foglalkozni kezdtem vele, lett egy elképzelésem, leírtam pár dolgot, és éreztem, hogy ez valami különleges – ezért nagyon kedvelem ezt a dalt. Néha a dalaink önálló életet élnek, és bármit csinálsz velük, van egy sajátos hangzásuk. A The Show Must Go On hangzásvilága nagyon széles körű, nagyon telt, ami tetszik nekem, az I Can’t Live With You pedig nagyon személyessé és durvává vált, és bármit csináltunk, ezt nem tudtuk kikeverni belőle. Alighanem jót tesz a dalnak ez a hangzás, de nagyon eltér a hangulatuk – más helyeken, másképpen kell előadni őket.

## Feldolgozások
- A Moulin Rouge! című filmben elhangzik betétdalként Nicole Kidman és Jim Broadbent előadásában.
- Felkerült a Pet Shop Boys 2005-ös Back to Mine: Pet Shop Boys válogatásalbumára.
- A német Metalium power metal együttes 2007-ben a Nothing to Undo: Chapter Six című albumára készített átdolgozást.
- Céline Dion előadta 2008-as Taking Chances turnéján. Dion a dal bevezetőjében elárulta, kifejezetten a Queen és Freddie Mercury előtt akar tisztelegni vele.[9]

## Közreműködők
- Ének: Freddie Mercury
- Háttérvokál: Brian May, Roger Taylor

Hangszerek:
- Roger Taylor: Ludwig dobfelszerelés
- John Deacon: Fender Precision Bass
- Brian May: Red Special, Yamaha DX-7 szintetizátor

## Kiadás és helyezések
| Helyezések \| Év \| Ország \| Helyezés[10] \| \| ---- \| ----------- \| ------------ \| \| 1991 \| Anglia \| 16 \| \| 1991 \| Németország \| 7 \| \| 1991 \| Hollandia \| 7 \| \| 1991 \| Ausztrália \| 60 \| | 7": Parlophone QUEEN 19 (Anglia) 1. The Sho Must Go On – 4:31 2. Keep Yourself Alive – 3:47 12": Parlophone 12 QUEENSG 19 (Anglia) 1. The Sho Must Go On – 4:31 2. Keep Yourself Alive – 3:47 3. Queen Talks – 1:43 5" CD: Parlophone CD QUEEN 19 (Anglia) 1. The Sho Must Go On – 4:31 2. Keep Yourself Alive – 3:47 3. Queen Talks – 1:43 4. Body Language – 4:29 Kazetta: Hollywood HR-64794-4 (Amerika) 1. Bohemian Rhapsody – 5:55 2. The Show Must Go On – 4:31 |          |
| Év | Ország | Helyezés |
| 1991 | Anglia | 16       |
| 1991 | Németország | 7        |
| 1991 | Hollandia | 7        |
| 1991 | Ausztrália | 60       |